# Бойд, Майка
Майка Нейтан Бойд (англ. Micah Nathan Boyd; род. 6 апреля 1982, Сент-Пол) — американский гребец, выступавший за сборную США по академической гребле в период 2005—2008 годов. Бронзовый призёр летних Олимпийских игр в Пекине, обладатель бронзовой медали чемпионата мира, победитель и призёр многих регат национального значения.

## Биография
Майка Бойд родился 6 апреля 1982 года в городе Сент-Пол, штат Миннесота.
Заниматься академической греблей начал в 1997 году в Миннесотском лодочном клубе, тренировался вместе со своим братом-близнецом Андерсом, с которым впоследствии выиграл множество соревнований. Состоял в гребной команде во время учёбы в Висконсинском университете в Мадисоне, позже проходил подготовку в клубе Penn AC в Филадельфии.
Первого серьёзного успеха на взрослом международном уровне добился в сезоне 2005 года, когда вошёл в основной состав американской национальной сборной и побывал на чемпионате мира в Гифу, откуда привёз награду бронзового достоинства, выигранную в программе распашных рулевых двоек — в финале пропустил вперёд только экипажи из Австралии и Италии.
На чемпионате мира 2007 года в Мюнхене стартовал в безрульных двойках, сумел квалифицироваться лишь в утешительный финал B и расположился в итоговом протоколе соревнований на 12 строке.
Благодаря череде удачных выступлений удостоился права защищать честь страны на летних Олимпийских играх 2008 года в Пекине. В составе экипажа-восьмёрки в финале пришёл к финишу третьим позади команд из Канады и Великобритании — тем самым завоевал бронзовую олимпийскую медаль. Вскоре по окончании этих соревнований принял решение завершить спортивную карьеру.
Впоследствии занялся тренерской деятельностью, в качестве тренера возглавлял различные школьные и студенческие команды по академической гребле.